# Маринович, Никола
Никола Маринович (нем. Nikola Marinovic, родился 29 августа 1976 в Белграде) — югославский и австрийский гандболист, вратарь немецкого клуба «Фриш Ауф Гёпинген» и сборной Австрии.

## Карьера

### Клубная
Воспитанник школы команды «Црвена Звезда», выступал в чемпионате Союзной Республики Югославии за эту команду и за клуб «Ловчен» из Цетинье. В 2002 году переехал в Австрию, где выступал за «Вест-Виен», а спустя три года перешёл в «А1 Брегенц». В сезоне 2006/2007 был признан гандболистом года в Австрии. С 2009 года выступает в чемпионате Германии: сначала играл за «Баллинген-Вайлштеттен» с сезона 2009/2010, затем в 2011 году перешёл в «Ветцлар», а с сезона 2013/2014 защищает ворота «Фриш Ауф Гёппинген».

### В сборной
За сборную Союзной Республики Югославии сыграл всего два матча. После переезда в Австрию получил австрийское гражданство и право играть за сборную. Провёл 135 игр в свитере сборной Австрии.

## Титулы
- Чемпион Югославии (2 раза)
- Победитель Кубка Югославии (1 раз)
- Чемпион Австрии (3 раза)
- Победитель Кубка Австрии (1 раз)